# Talence
Talence – miejscowość i gmina we Francji, w regionie Nowa Akwitania, w departamencie Żyronda.
Według danych na rok 1990 gminę zamieszkiwało 34 485 osób, a gęstość zaludnienia wynosiła 4130 osób/km² (wśród 2290 gmin Akwitanii Talence plasuje się na 6. miejscu pod względem liczby ludności, natomiast pod względem powierzchni na miejscu 1181.).
Miejscowość należy do regionu winiarskiego Pessac-Léognan.

## Współpraca
- Trikala, Grecja
- Alcalá de Henares, Hiszpania
- Chaves, Portugalia